# Massacre du McDonald's de San Ysidro
 (mars 2020).
Le massacre du McDonald's de San Ysidro est une fusillade de masse qui a eu lieu dans et autour d'un McDonald's de San Diego dans le quartier de San Ysidro, le 18 juillet 1984. 
L'auteur, James Huberty, tue 21 personnes et en blesse 19 autres avant d'être mortellement blessé par le SWAT. 
La tuerie est classée comme la plus meurtrière commise aux États-Unis jusqu'à la fusillade suivante dans un restaurant Luby's en 1991. Elle est la septième fusillade la plus meurtrière dans l'histoire des États-Unis.

## Historique

### Avant l'incident
Le 15 juillet 1984, trois jours avant le massacre, Huberty dit à sa femme, Etna, qu'il pourrait avoir un problème de santé mentale. Deux jours plus tard, le 17 juillet, il appelle une clinique et demande un rendez-vous. Il laisse ses coordonnées à la réceptionniste qui lui assure que la clinique le rappellera dans quelques heures. Selon son épouse, il s'assoit tranquillement à côté du téléphone pendant plusieurs heures, attendant l'appel de retour, avant de sortir brusquement de la maison familiale et de se rendre à une destination inconnue en moto. Sans que Huberty puisse le savoir, la réceptionniste a orthographié son nom par erreur en tant que « Shouberty ». Son attitude polie n'a pas permis à l'opérateur de détecter l'urgence de l'appel ; par conséquent, ce dernier a été enregistré comme une requête sans-crise, qui doit être traitée dans les 48 heures.
Environ une heure plus tard, Huberty rentre chez lui sans trouble apparent. Après avoir dîné, lui, sa femme et leurs deux filles (âgées de 12 et 10 ans) se promènent dans un parc voisin. Plus tard dans la soirée, lui et Etna regardent un film ensemble.
Le lendemain matin, le mercredi 18 juillet, Huberty emmène sa femme et ses filles au zoo de San Diego. Au cours de la promenade, il dit à sa femme que sa vie est en fait terminée. Se référant à l'échec de son appel à la clinique de santé mentale qui a renvoyé son appel téléphonique le jour précédent, il déclare : « Eh bien, la société a eu sa chance »,.
Après avoir déjeuné dans un restaurant McDonald's dans le quartier Clairemont de San Diego, les Hubertys rentrent chez eux. Peu de temps après, il entre dans sa chambre alors que sa femme se repose sur le lit. Il se penche vers elle et dit: « Je veux t'embrasser, adieu ». Etna lui demande où il va, ce à quoi il répond qu'il « va chasser des humains ».
Portant un paquet enveloppé dans une couverture à damier, Huberty regarde vers sa fille aînée, Zelia, alors qu'il marche vers la porte d'entrée de la maison familiale et dit : « Au revoir, je ne reviendrai pas ». Au volant de sa voiture, il roule sur le boulevard San Ysidro. Selon les témoins oculaires, il se rend en premier vers le supermarché de Big Bear et ensuite vers le bureau de poste des États-Unis, avant d'entrer dans le parking d'un restaurant McDonald's situé à environ 200 mètres de son appartement.

### Tir
Huberty tire et tue un camionneur de 62 ans nommé Laurence Versluis, avant de cibler une des familles près de la zone de jeu du restaurant, qui essaient de protéger leurs enfants sous les tables avec leur corps. Blythe Regan Herrera (âgé de 31 ans) protège son fils de 11 ans, Mateo, sous un stand, et son mari protège Keith Thomas, âgé de 12 ans, sous un kiosque devant eux. Huberty commence à tuer des gens assis dans le restaurant alors qu'il marche vers ceux qui sont sous les tables. Ronald Herrera exhorte Thomas à ne pas bouger, protégeant le garçon de son corps. Thomas s'est fait tirer dans l'épaule, le bras, le poignet et le coude gauche, mais il va survivre, même s'il est gravement blessé ; Ronald Herrera qui le protégeait a reçu huit balles dans l'estomac, la poitrine, le bras et la tête, mais va survivre lui aussi ; sa femme, Blythe, et son fils, Mateo, sont tués par de nombreux coups de feu à la tête. 
À proximité, deux femmes essaient de se cacher sous un kiosque. Guadalupe del Rio, 24 ans, est contre un mur ; elle est protégée par son amie, Arisdelsi Vuelvas Vargas, âgée de 31 ans. Del Rio est touché plusieurs fois dans le dos, l'abdomen, la poitrine et le cou, mais n'est pas grièvement blessée, alors que Vargas avec une seule blessure - une balle l'a touchée à l'arrière de la tête - meurt le lendemain. Vargas est la seule personne mortellement blessée qui vit assez longtemps pour arriver dans un hôpital. Dans un autre kiosque, Huberty tue le vétéran de 45 ans, Hugo Velázquez Vásquez, avec un tir à la poitrine.
Le premier des nombreux appels aux services d'urgence est effectué à 16 h 00, mais le répartiteur dirige par erreur des agents vers un autre McDonald's à deux milles (trois kilomètres) du restaurant San Ysidro. En dix minutes, la police arrive au bon restaurant. Ils imposent un verrouillage sur une zone s'étendant jusqu'à six blocs du site des fusillades. La police établit un poste de commandement à deux rues du restaurant et déploie 175 officiers dans des endroits stratégiques. Ces officiers sont rejoints dans l'heure par les membres de l'équipe du SWAT, qui prennent également des positions autour du restaurant McDonald's. 
Peu de temps après le premier appel 9-1-1, une jeune femme nommée Lydia Flores entre dans le parking. En s'arrêtant à la fenêtre de ramassage des aliments, Flores remarque les fenêtres brisées et entend des détonations, avant de regarder « là-bas », à l'endroit où Huberty était juste en train de tirer. Flores braque le volant de sa voiture jusqu'à ce qu'elle s'écrase contre une clôture ; elle se cache avec sa fille de deux ans jusqu'à la fin de la fusillade. Trois garçons de 11 ans montent leurs vélos dans le parking ouest pour acheter des boissons gazeuses. En entendant une personne du restaurant crier quelque chose d'inintelligible de l'autre côté de la rue, les trois hésitent, avant que Huberty ne tire sur les trois garçons avec son fusil Uzi. Joshua Coleman tombe au sol, gravement blessé dans le dos, le bras et la jambe ; il regarde plus tard ses deux amis, Omarr Alonso Hernandez et David Flores Delgado, notant que Hernandez est sur le sol avec de multiples blessures par balle dans le dos et a commencé à vomir ; Delgado a reçu plusieurs blessures par balle dans la tête. Coleman survivra ; mais Hernandez et Delgado sont tous deux morts sur les lieux. Huberty remarque ensuite un couple âgé, Miguel Victoria Ulloa (74 ans) et Aida Velazquez Victoria (69 ans), arrivant vers l'entrée. Huberty tire avec son fusil de chasse, tuant Aida avec un coup de feu sur le visage et blessant Miguel. Un survivant non blessé, Oscar Mondragon, signalera qu'il a vu Miguel soutenir sa femme dans ses bras et essuyer le sang de son visage. Miguel a crié des malédictions à Huberty, qui l'a approché et l'a tué avec un coup dans la tête.